# Tom Poes en de blaasgeest
Tom Poes en de blaasgeest is een ballonstripverhaal uit de Tom Poes-reeks. Het verhaal stond in afleveringen in de Donald Duck in de nummers 41 t/m 51 van 1981. Het werd door Oberon in 1982 uitgegeven als album en kreeg hier nummer 24.
Eerdere publicatie was in 1953 in het tijdschrift Wereldkroniek; dit is dezelfde versie als in de Donald Duck, maar dan met een andere verdeling van de plaatjes over de afleveringen en bovendien in zwart/wit. In 1964 verscheen het ook in de Revue in een opnieuw getekende versie.
In 2021 werd het verhaal ook opgenomen in de serie Gouden Boekjes, als leesverhaal met illustraties.

## Samenvatting
Als Tom Poes en Heer Bommel op een dag een wandeling door het bos maken, komen ze een dwerg tegen die vastzit onder een omgevallen boom. De dwerg blijkt een "blaasgeest" bij zich te hebben; als iemand deze opblaaspop opblaast, krijgt de pop dankzij de levensadem van de opblazer zowel de gedaante als alle (uitvergrote) karaktereigenschappen van diegene totdat hij weer leegloopt. Tom Poes is de eerste die de geest opblaast.
Heer Bommel blaast de geest als tweede op, met als gevolg dat de geest heel ambitieus wordt en van alles en nog wat wil gaan veranderen. Maar voordat de blaasgeest daadwerkelijk iets kan gaan doen, is hij weer leeggelopen. Even later is Wammes Waggel de volgende die de geest opblaast, waarna de geest de halve stad op stelten zet. Het loopt echter pas echt uit de hand als Bul Super de blaasgeest in handen krijgt en hem met zijn eigen adem opblaast; de blaasgeest benoemt zichzelf tot het nieuwe hoofd van Supers bende. Uiteindelijk lukt het Tom Poes om de geest weer te laten leeglopen, waarmee het gevaar is geweken.
Heer Bommel vindt dat de geest het beste was met zijn adem erin. Hij blaast de geest ondanks hevig protest van Tom Poes nog eens op. Hij gebruikt nu een luchtpomp, zodat de geest in een reus verandert die boven alle gebouwen in Rommeldam uittorent. Tom Poes weet uiteindelijk de situatie te redden; hij zegt dat de geest nog groter moet worden. De geest blaast zichzelf hierna nog verder op, net zolang tot hij uit elkaar spat.
Dan is de dwerg weer ter plekke. Hij geeft heer Bommel een wijze levensles mee: maak jezelf niet groter dan je bent. Heer Bommel blijft volhouden dat hij van iedereen de "grootste geest" heeft voortgebracht.